# 阿特高地区魏森基兴
阿特高地区魏森基兴是奥地利上奥地利州弗克拉布鲁克县的一个市镇。总面积27平方公里，总人口944人，人口密度35.0人/平方公里（2005年）。